# Dudi Sela
Dudi Sela (født 4. april 1985 i Kiryat Shmona, Israel) er en israelsk tennisspiller, der blev professionel i 2002. Han har, pr. maj 2009, endnu ikke vundet nogen ATP-turneringer, og hans bedste præstation i Grand Slam-sammenhæng er en plads i 4. runde ved Wimbledon 2009.
Sela er 175 cm høj og vejer 67 kg.